# 影の王国 (五神教シリーズ)
『影の王国』（The Hallowed Hunt）は、アメリカの作家ロイス・マクマスター・ビジョルドによる2005年のファンタジー小説。本作は2006年のローカス賞の投票で、ファンタジイ長編部門の4位となり、本作を含む五神教シリーズは2018年にヒューゴー賞 シリーズ部門を受賞した。

## シリーズ中での関係
この小説の舞台は、ビジョルドのこれまでのファンタジー作品である『チャリオンの影』（2001年）や『影の棲む城』（2003年）と同じ世界だが、イブラ半島南方で冷涼な気候の国（ウィールド）となっている。前2作では五柱の神を信仰する強力だが分散した宗教（五神教）を持つ、中世後期の地球の技術と社会に類似した設定が描かれている。これらの作中での対立の多くは、人間の主人公と、その体内に共存できる「魔」（混乱を引き起こす霊的存在）との関係に関わっている。『影の王国』の舞台は前2作のおよそ250年まで、何世紀も前の北方による征服と、五神教を押し付けられる前の文化が色濃く残る地域で展開されている。この初期の文化では指導者がシャーマニズムを実践している。これは、死にゆく「親族」動物の霊を一つずつ新しい動物の体に蓄積し、最終的に強力な霊を戦士に取り込むというものである。これは魔に取りつかれるのとは異なるが、分裂した霊的自己を認識するという点で似た問題を含んでいる。『チャリオンの影』では五柱の神々のうちの姫神（教師にして養育者）に焦点を合わせ、『影の棲む城』では庶子神（災害の支配者）に焦点を当てているが、『影の王国』では御子神の戦士の領域を描いている。

## あらすじ
主な登場人物は、子供の頃に狼の霊を授かり、物語の大半を、それがどのように、なぜ、どのような効果をもたらすのかを探ることに費やした、土地を持たない不名誉な貴族イングレイ、400年前にダーサカン族がウィールドの戦士たちをついに征服した荒れ果てた森の相続人イジャダ、そして、最終的に明らかになる目的のために、主に自分の子孫である他人の体を乗っ取ることで何世紀にもわたって寿命を延ばしてきたウェンセルである。
聖王が死に瀕した際、イングレイは領主から王の息子の一人を殺したイジャダを保護し、首都に護送するよう命じられる。イングレイはすぐに被害者が動物の霊を集めようとしていたこと、そして現在イジャダに住みついている豹の霊を手に入れようとしていたことを知る。共に旅するうちにイングレイは自分がイジャダに恋していることに気づき、一方で彼女を殺そうとする衝動に駆られる。魔術師とイジャダの助けを借りて、イングレイはこのゲッシュを取り除くが、この過程で少年時代に手に入れた狼の魂を手放してしまう。彼らが抱えている疑問に対する多くの答えを持っているようだが、同時にダルサカ人が古い聖王を征服し、古い宗教を五神教に置き換えた際にこの地域の独特の文化がずっと昔に失われたことに執着しているウェンセルと出会う。ウェンセルの残酷な目的は、復讐行為で古い王権と新しい王権を融合させることであり、イングレイはイジャダや他の人々の助けを借りて、魔法に縛られた魂を救うために勝利しなければならない。